# 西布尔
西布尔控股（俄语：СИБУР Холдинг）是一家俄羅斯石油化工公司，成立於1995年，總部位於莫斯科。西布爾是莫斯科證券交易所上市公司之一。
西布爾是俄羅斯最大的綜合石油化工公司，也是全球石油化工行業發展最快的公司之一。公司購買碳氫化合物並將其加工成塑料、橡膠和其他高附加值產品。
2020年12月，俄獨立媒體《重要故事》根据被黑客入侵的沙马罗夫的电子邮件账户报道披露，前高级经理、西布尔公司股东、俄罗斯总统普京之女卡捷琳娜·吉洪諾娃于2013年6月通过伯利兹离岸公司「Kylsyth 投资有限公司」，僅以100美元的价格，卻收购了公司3.8%的股份（该资产的实际价值为3.8亿美元），涉及總統的腐敗。时任西布尔公司董事会主席的德米特里-科诺夫对类似出售行为的辯稱是，该拥有股份的商人承担了法人实体的债务，并拒绝金钱補偿造成。

## 重要股東
- 根纳季·季姆琴科
- 基里尔·沙马洛夫
- 列昂尼德·米赫尔松

## 外部連結
- 官方網站 （页面存档备份，存于）